# Мінськ-Пасажирський
Мінськ-Пасажирський (біл. Мінск-Пасажырскі) — головна позакласна пасажирська залізнична станція в столиці Білорусі Мінську.

## Історія
28 листопада 1871 року відкрито ділянку Осинівка — Мінськ — Брест. Перша будівля залізничного вокзалу була побудована в Мінську у 1872 році.
Основні споруди залізничного вокзалу, який мав назву Віленський, побудовані у 1873 році з введенням в постійну експлуатацію Лібаво-Роменської залізниці. На площі, прилеглої до перону, були зведені дерев'яні павільйони. В одному з них розміщувався вокзал, в іншому — контора станції, поліклініка, ремісниче училище та ін.
У 1890 році на місці дерев'яних будівель почали споруджувати кам'яну будівля. Поруч з вокзалом через колії був зведений надземний пішохідний перехід з виходами на перони, який проіснував до відкриття пасажирського тунелю у 1964 році. Будівництво завершилося 1893 року. У 1898 році вокзал розширено за проєктом інженера Щербакова.
Перша світова війна завдала залізничній станції значних руйнувань. Будівлю вокзалу було спалено. З 1920 по 1925 роки проводилися відновлювальні роботи станції.

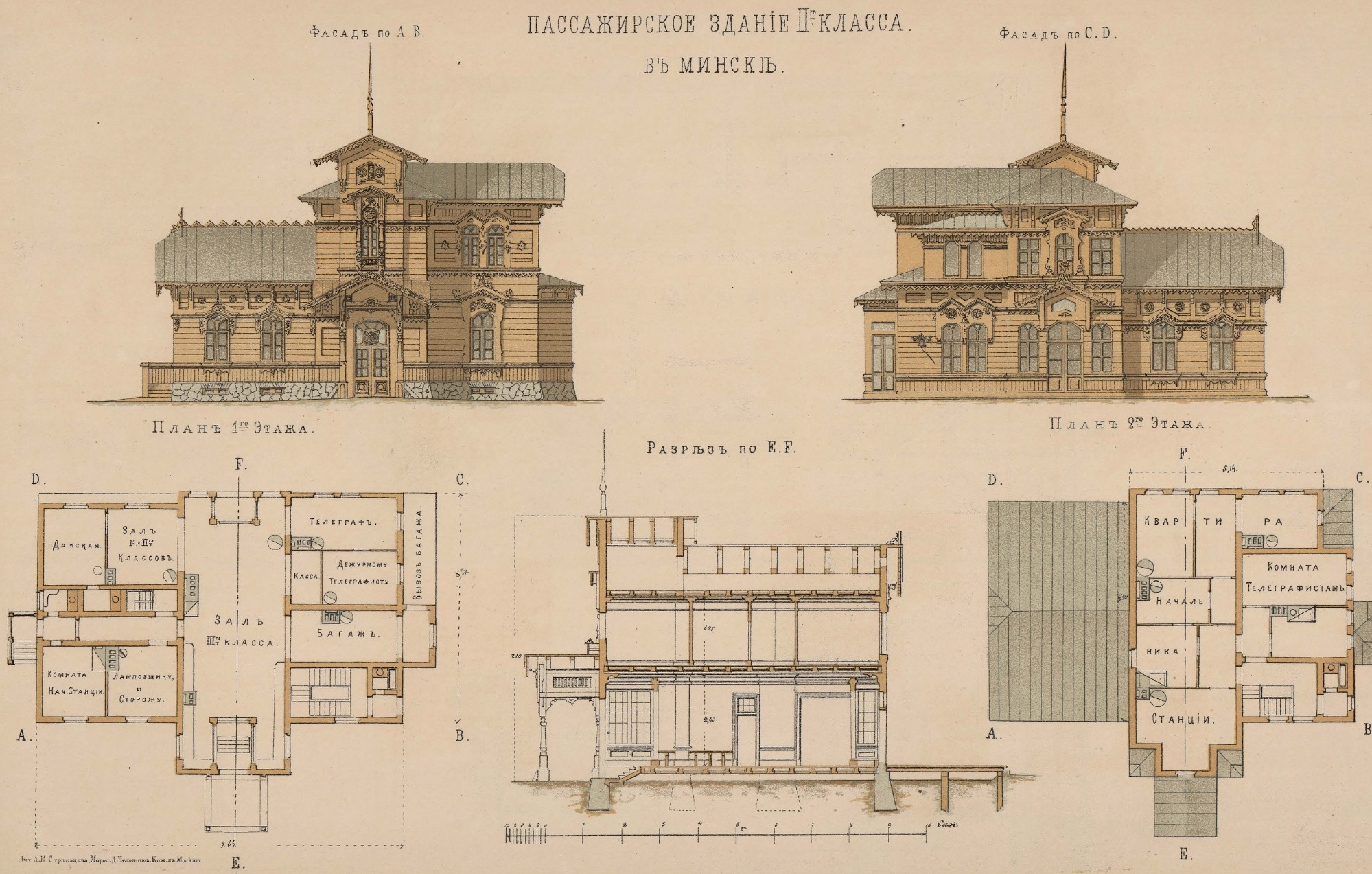
Креслення першого вокзалу
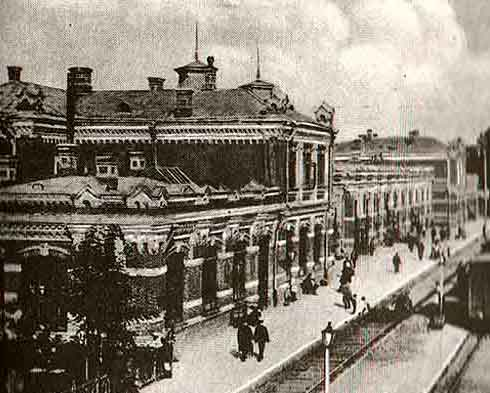
Лібаво-Роменський вокзал, нині на його місці вокзал Мінськ-Пасажирський
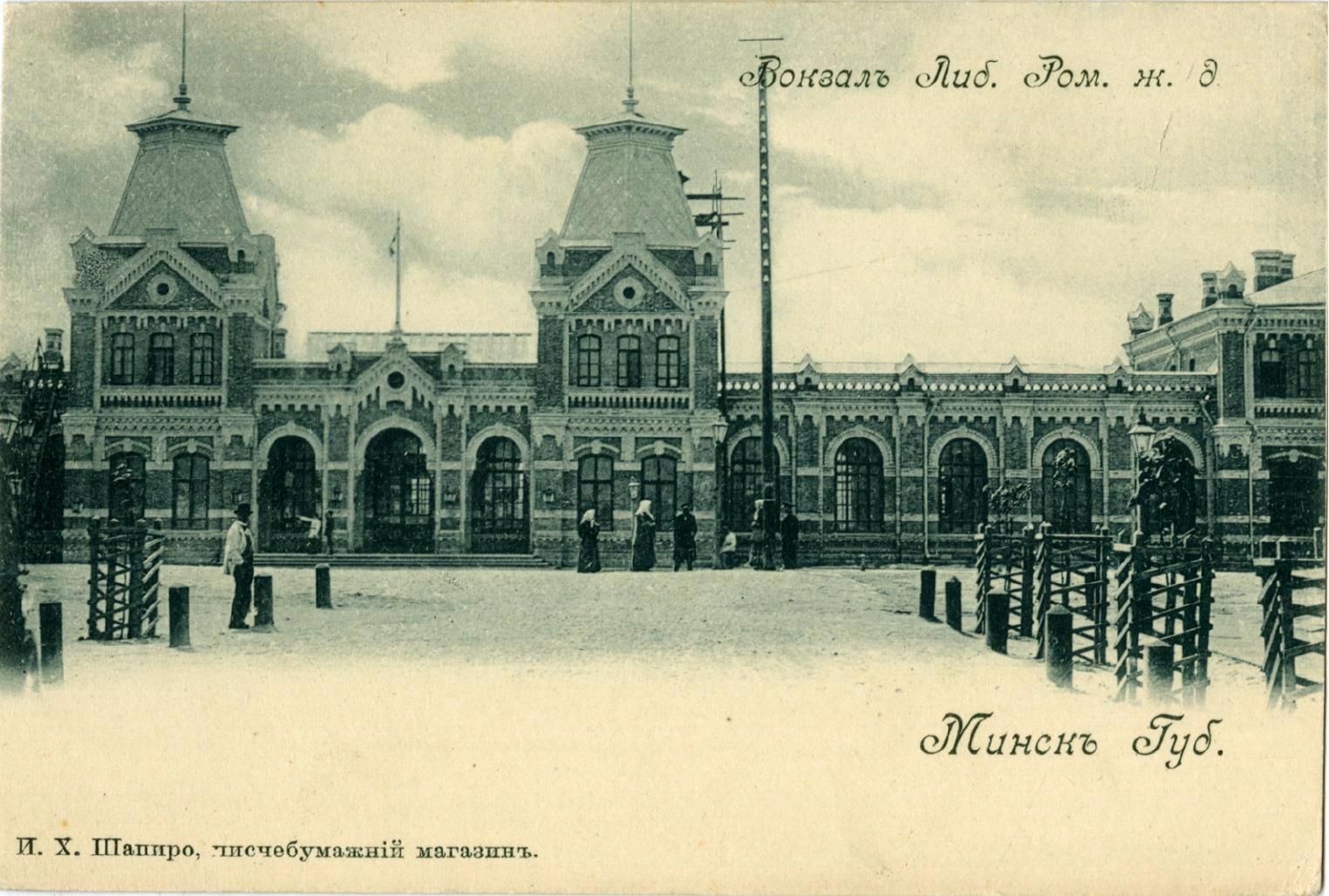
Мєнськ-Віленский, (1900)
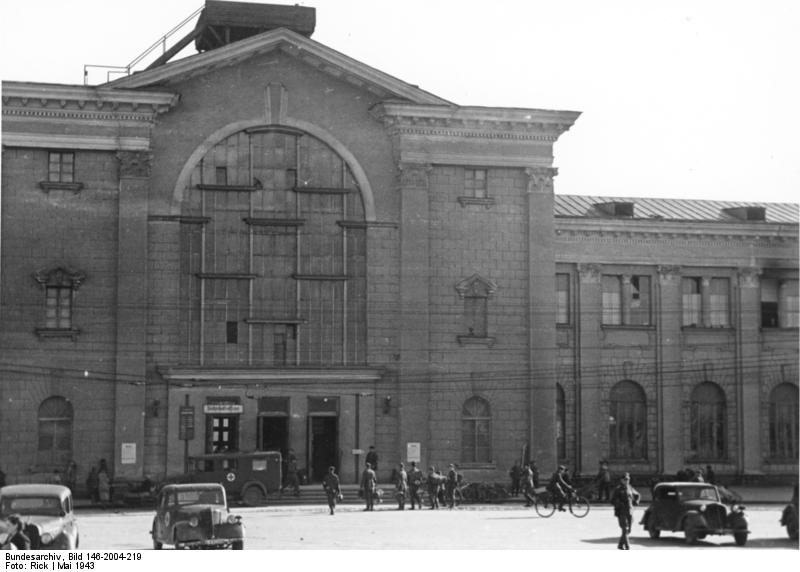
Залізничний вокзал Мінська, (1943)

20 липня 1928 року ділянка Мінськ — Радошковичі передана у відання і розпорядження Московсько-Білорусько-Балтійської залізниці.
На початку 1930-х років будівля вокзалу було реконструйовано, зокрема в центральній його частині був надбудований другий поверх. Поступово збільшувався обсяг пасажирських перевезень. З'явилася необхідність у збільшенні пропускної спроможності вокзалу.
У другій половині 1930-х років почалася суттєва реконструкція і розширення будівлі вокзалу. Зберігши фундамент і несучі стіни, був побудований другий поверх, повністю змінений фасад вокзалу. Проєкт розроблений архітектором І. Рочаником. Оновлене приміщення вокзалу відкрито у 1940 році.
З початком війни основна будівля вокзалу вціліло, про що свідчать аматорські фото зроблені німецько-фашистськими загарбниками  та використовувалося ними за прямим призначенню, однак, було суттєво пошкоджено під час звільнення Мінська від гітлерівської окупації влітку 1944 року і вокзал довелося відновлювати .
Вокзал був побудований в короткі терміни і у 1946 році введений в експлуатацію. Будівля вокзалу проіснувала до вересня 1991 року, коли воно було демонтовано. Від сталінського вокзального комплексу залишилася лише будівля приміського вокзалу, яка побудовану у 1955 році, яка нині переобладнана і в ній розташовані міжнародні каси.
14 квітня 1961 року МПС СРСР погодило техніко-економічне обґрунтування електрифікації ділянки Мінськ — Олехновичі.
7 грудня 1963 року відбувся пуск першого в Біларусі електропоїзда за маршрутом Мінськ — Олехновичі.
31 грудня 1970 року завершена електрифікація дільниці Мінськ — Пуховичі. З першої колії станції Мінськ-Пасажирський був відправлений перший пробний електропоїзд.
Перший конкурс на проєктування нового залізничного вокзалу Мінська був проведений ще у 1974 році. 
29 грудня 1975 року завершена електрифікація дільниці Мінськ — Стовбці з відкриттям руху приміських електропоїздів.
18 грудня 1981 року завершена електрифікація дільниці Орша — Борисов. Розпочатий рух усіх пасажирських потягів на електротязі від Мінська до Москви.
На початку 1980-х років московськими проєктувальниками інституту «Мосгіпротранс» був підготовлений проєкт нової будівлі залізничного вокзалу в Мінську, який і був затверджений. Будівництво його першої черги розпочалося у 1985 році і до 1990 року були введені в лад зал чекання (конкорс) і 13-поверхова висотна будівля.

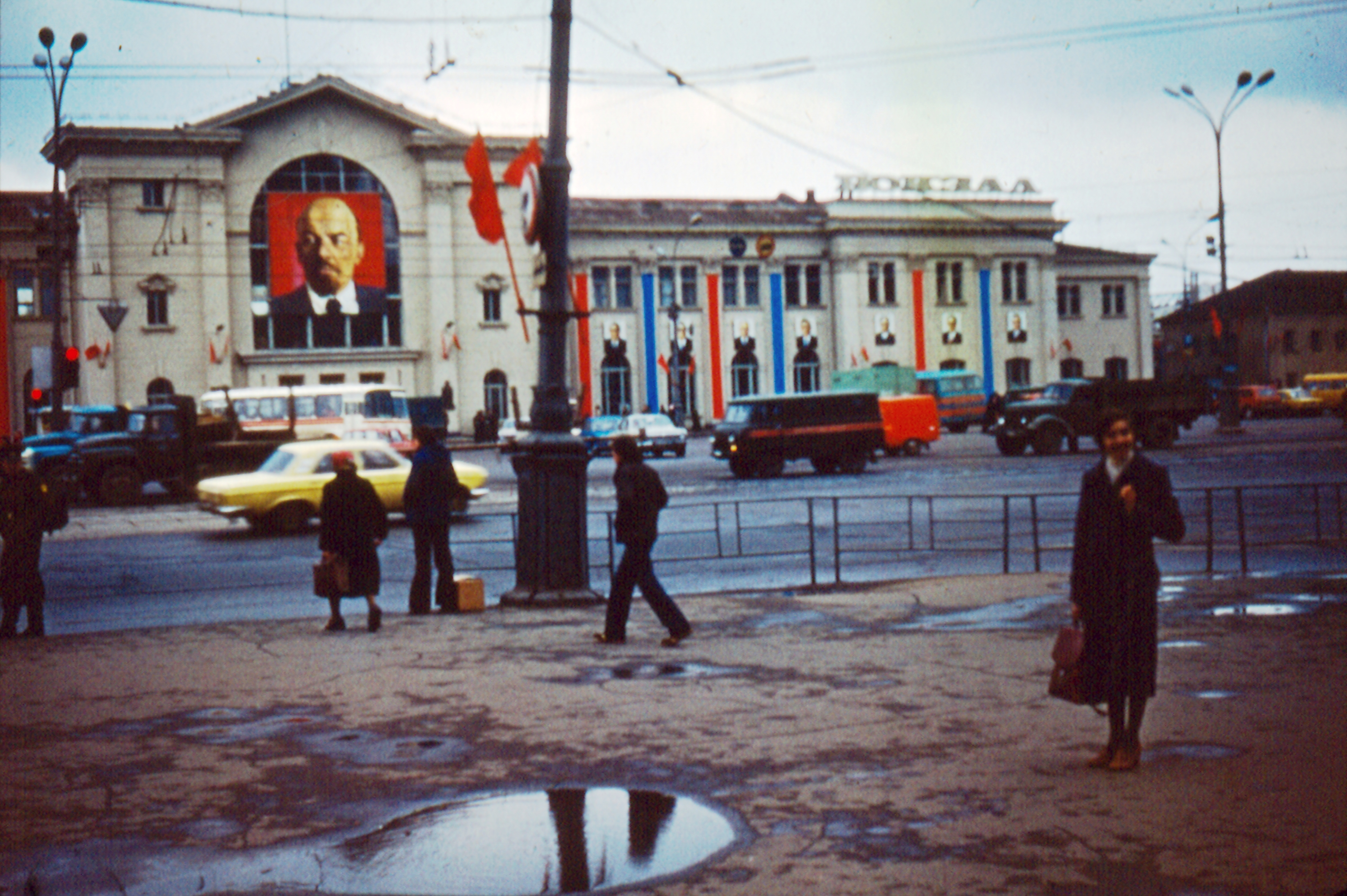
Стара будівля залізничного вокзалу, (1981)
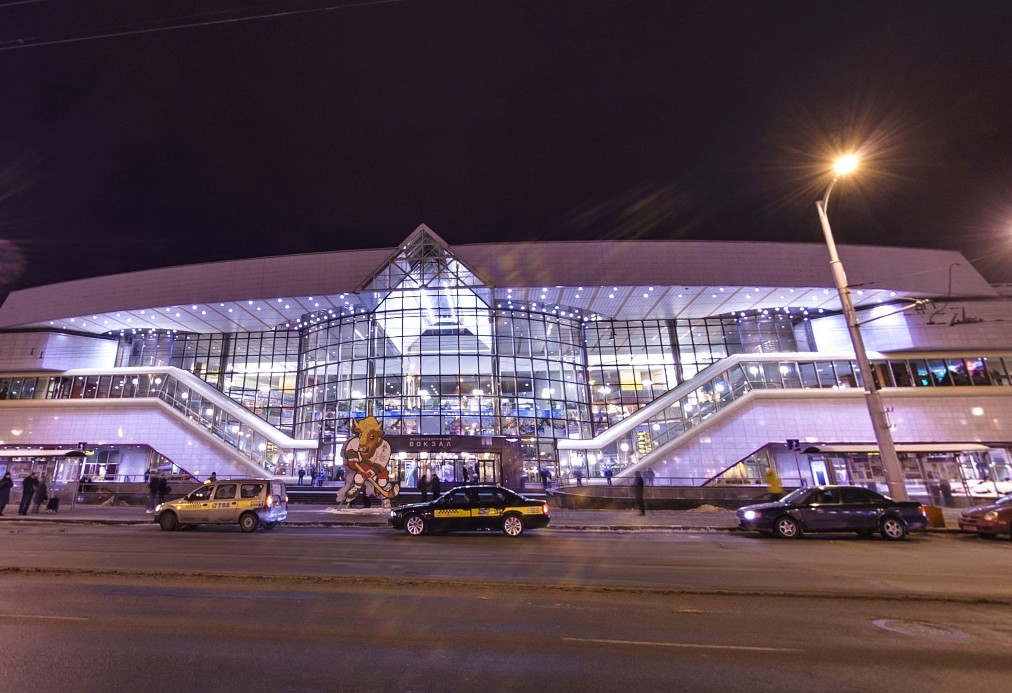
Сучасна будівля вокзалу
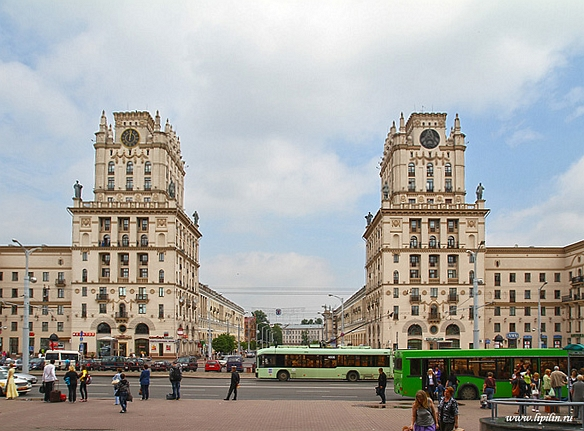
Привокзальна площа вдень
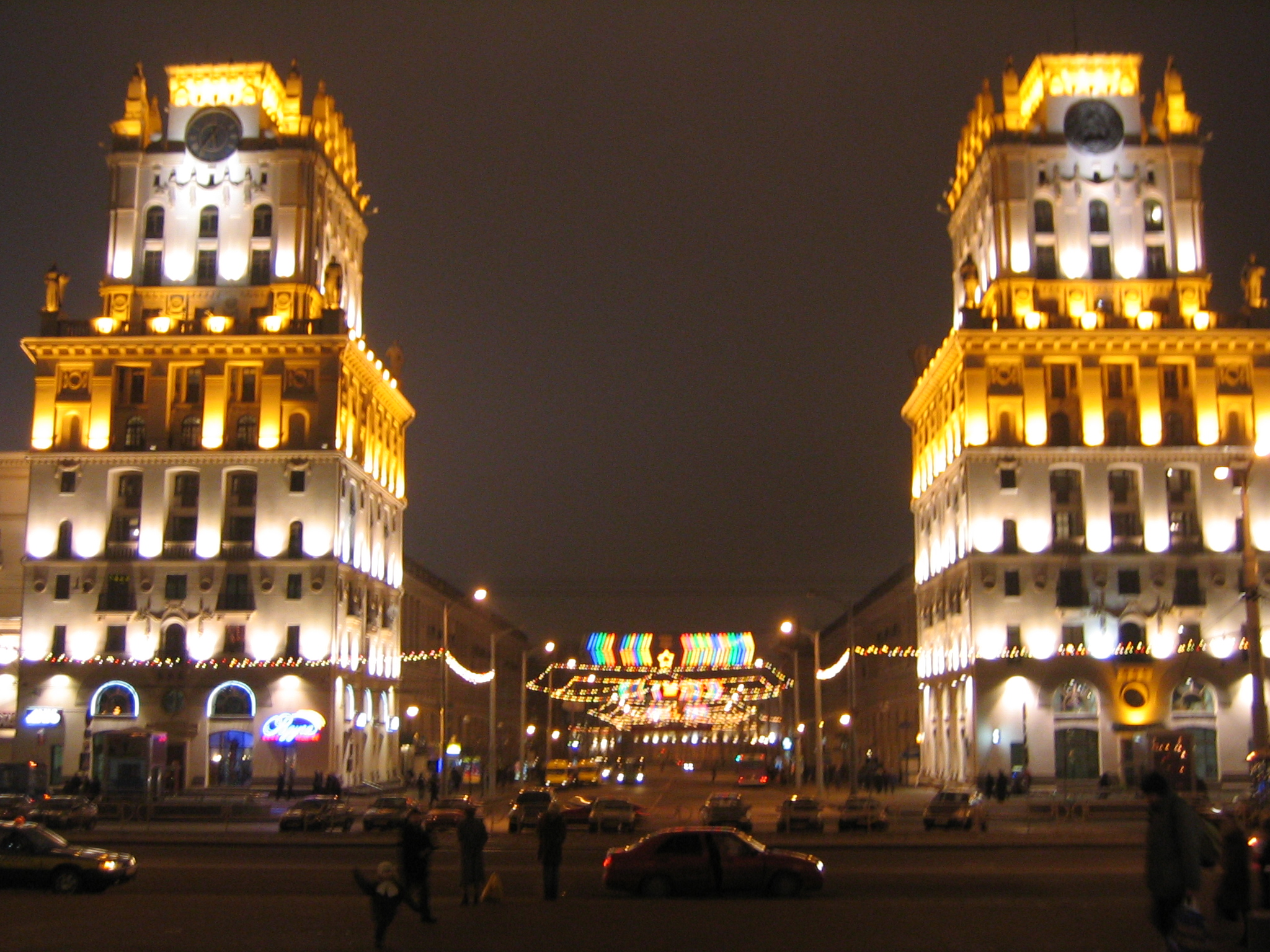
Привокзальна площа вночі

На початку 1990-х років, у зв'язку з розпадом СРСР, фінансування закінчилося і будівництво основної будівлі розтягнулося майже на 10 років. Тільки наприкінці 1990-х років зведення мінського нового терміналу відновилося, але вже по переглянутому білоруському проєкту.
30 грудня 2000 року введена в експлуатацію перша черга залізничного вокзалу станції Мінськ-Пасажирський, яка здатна прийняти більше 7 тис. пасажирів на добу. Урочистий захід відбувся за участю Президента країни Олександра Лукашенка. Автори проєкту — архітектори В. В. Крамаренко та М. К. Виноградов — за збудований об'єкт удостоєні премії «Гран-прі» Національного фестивалю архітектури у 2001 році, срібної медалі на Всесвітньому трієнналле архітектури в Софії у 2003 році і Державної премії Республіки Білорусь у 2005 році.
Конкорс і мережу підземних переходів з'єднують вокзал з посадочними платформами, Привокзальною площею, Центральним автовокзалом, станцією метро  1  «Площа Леніна».
На рівні четвертого поверху будівлі нового вокзалу з'єднане  галереєю з  готелем «Експрес».

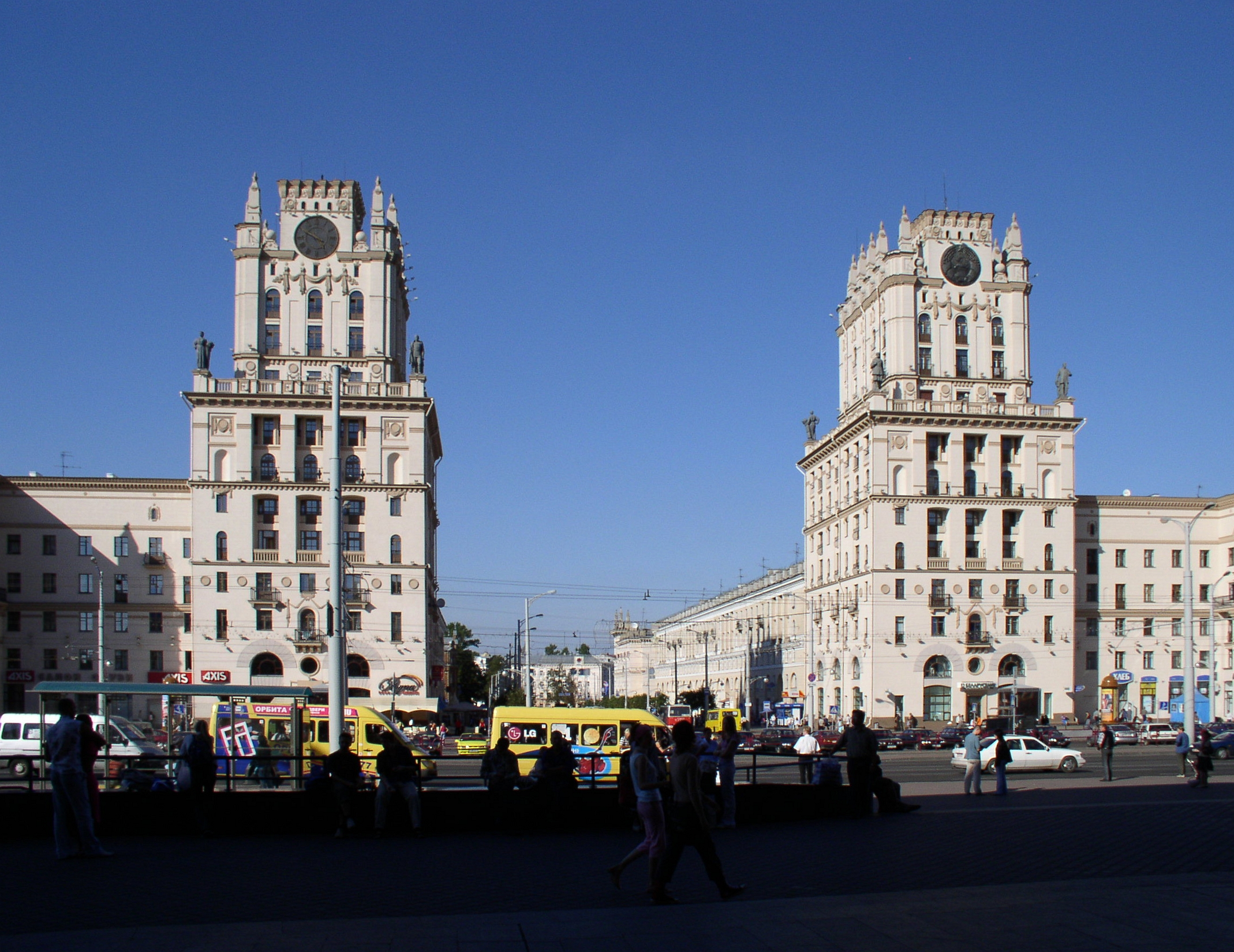
Ворота міста
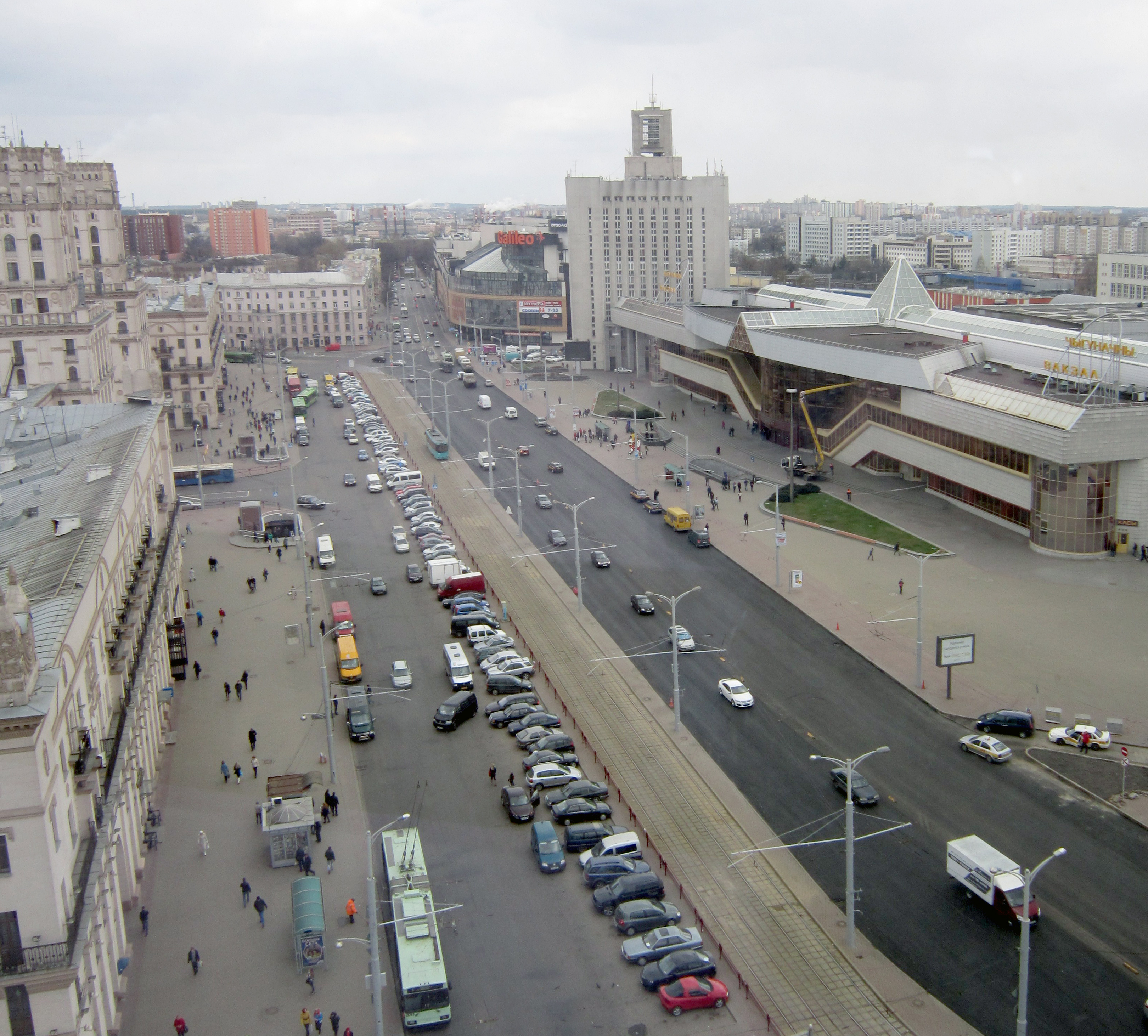
Вигляд Привокзальної площі
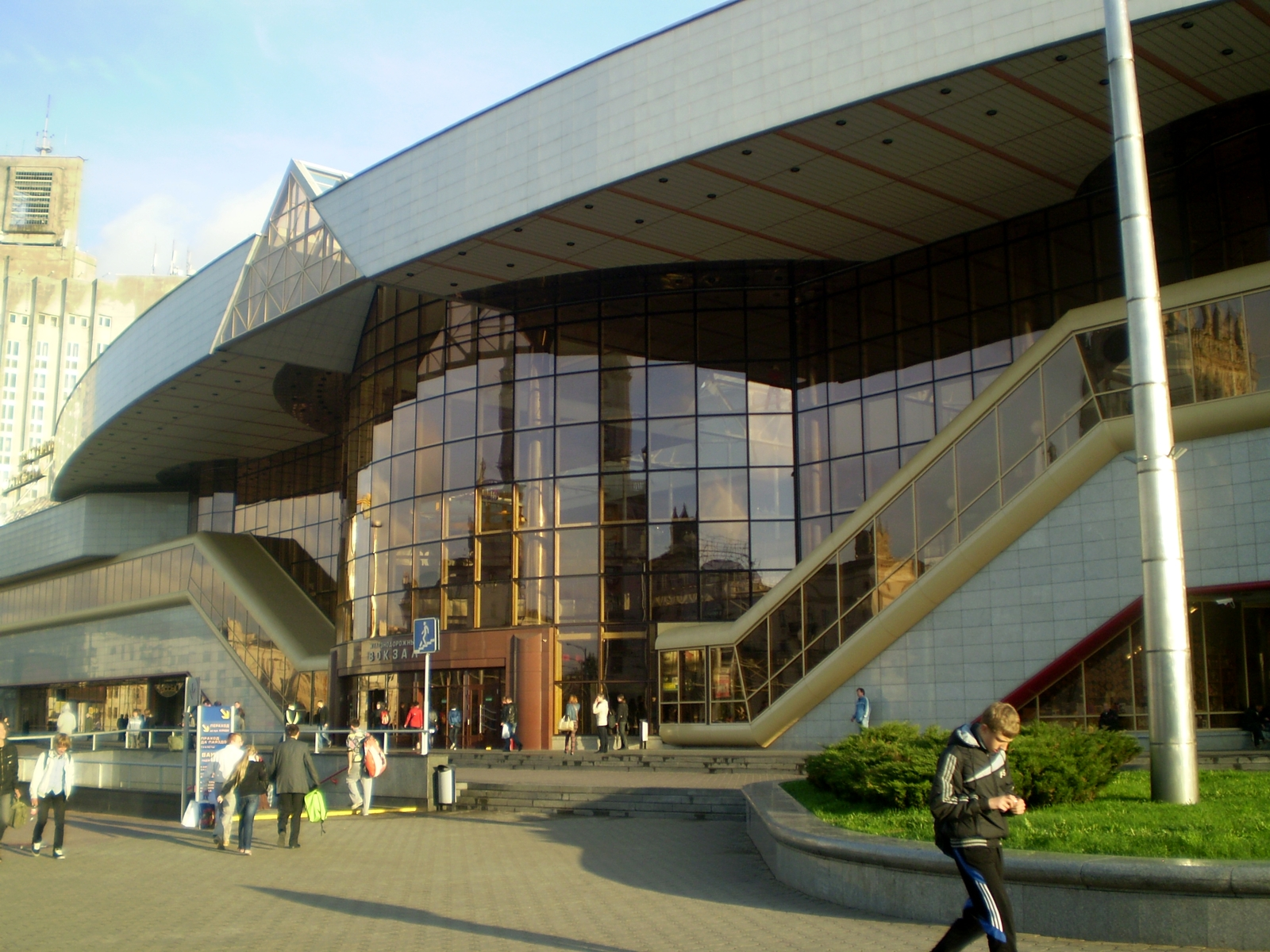
Залізничний вокзал
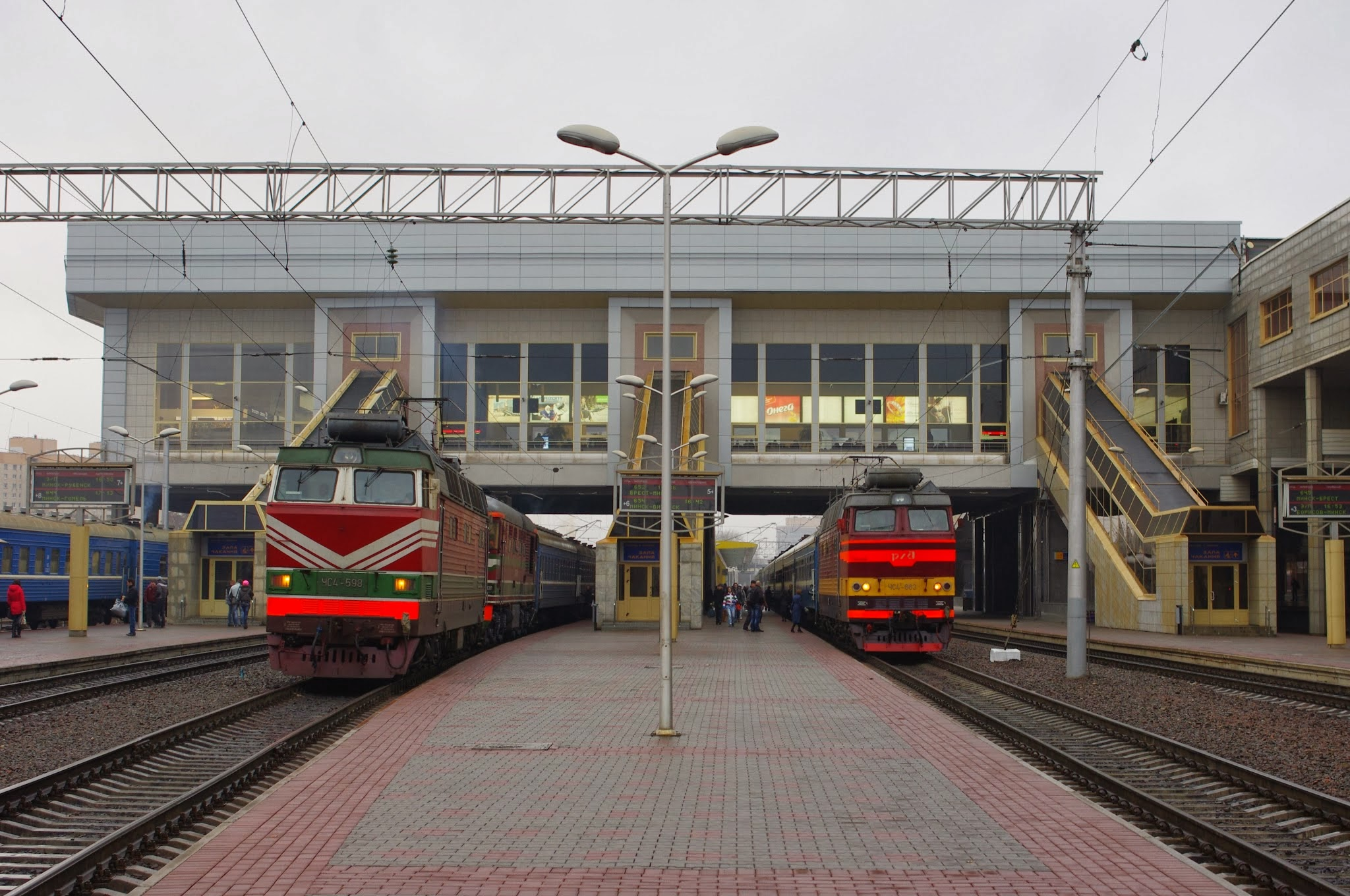
Перони вокзалу

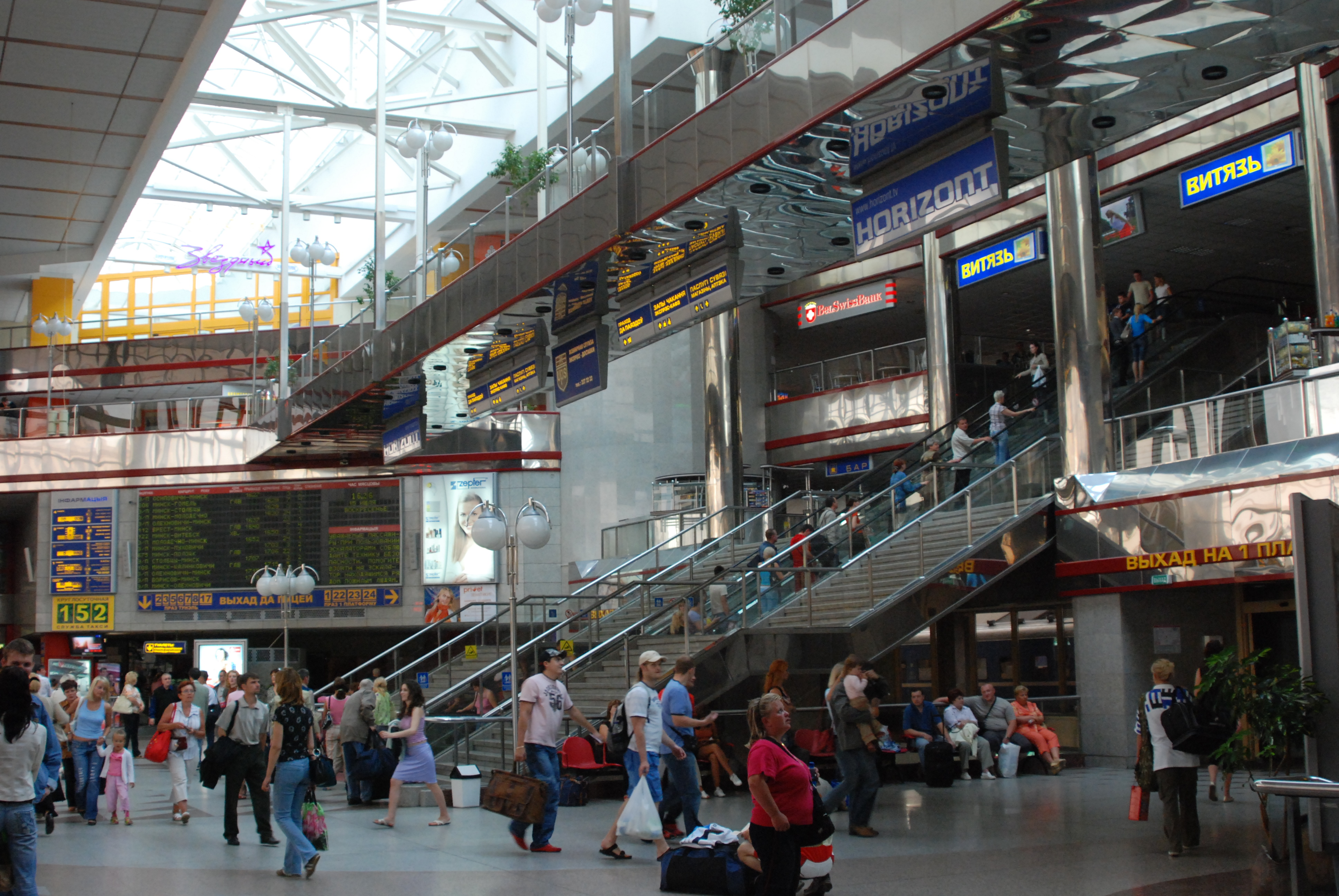
Центральна зала
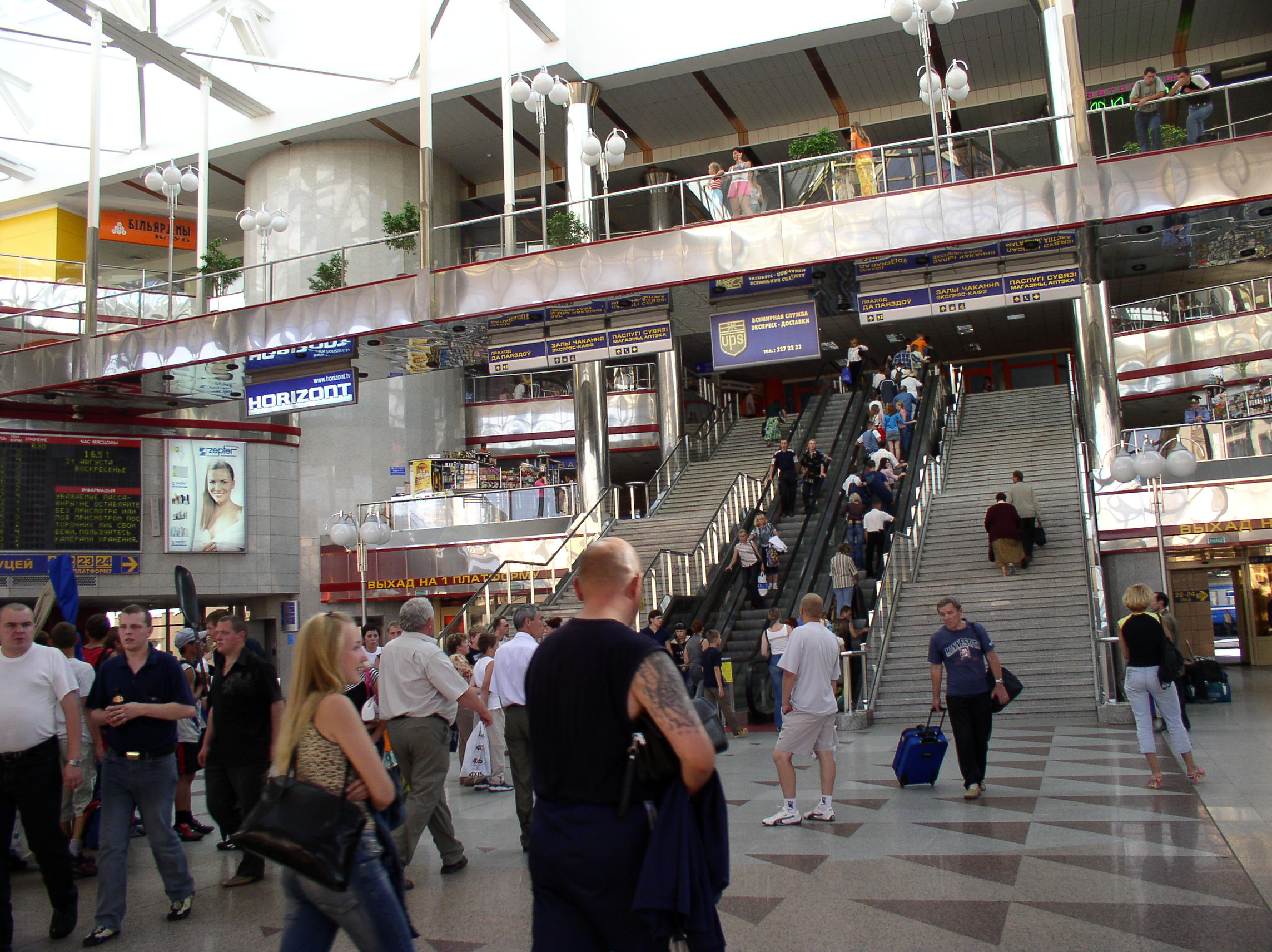
Центральна зала вокзалу
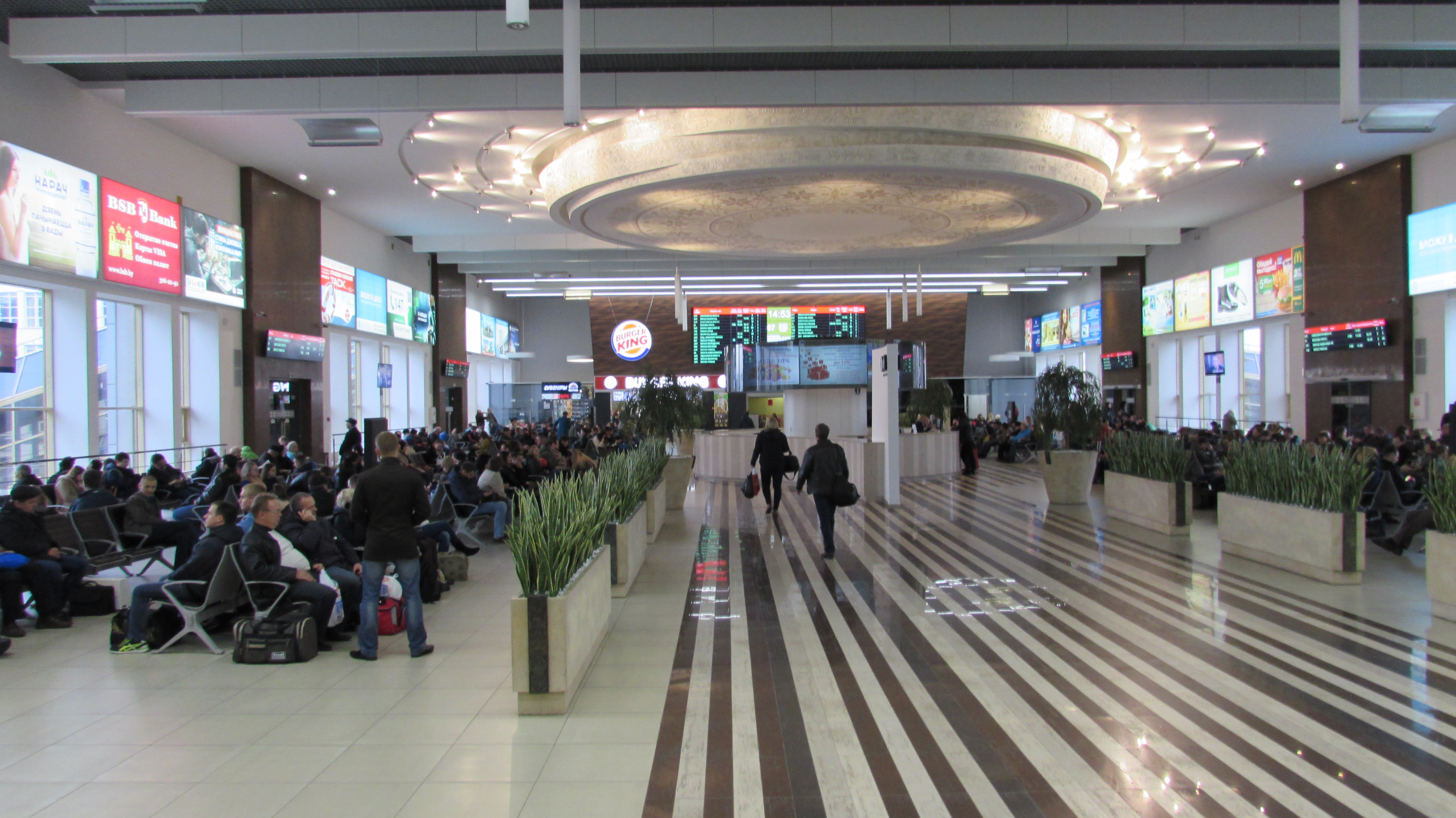
Зал чекання

6 листопада 2020 року урочисто відкрита пересадкова станція «Вокзальна»  3  Зеленолузької лінії мінського метрополітену в складі дільниці «Ковальська Слобода» — «Ювілейна площа», для пасажирів станція запрацювала з 7 листопада 2020 року.

## Пасажирське сполучення
Станом на 2020 рік вокзал станції Мінськ-Пасажирський приймає та відправляє такі пасажирські потяги:
| Пасажирські потяги по станції Мінськ-Пасажирський | Пасажирські потяги по станції Мінськ-Пасажирський |
| № потяга                                          | Маршрут сполучення                                |
| ------------------------------------------------- | ------------------------------------------------- |
| 1/2 «Білорусь»                                    | Москва — Мінськ                                   |
| 3/4                                               | Москва — Брест                                    |
| 7/8                                               | Москва — Брест                                    |
| 9 «Полонез»                                       | Москва — Варшава                                  |
| 13/14 «Стриж»                                     | Москва — Берлін                                   |
| 17/18                                             | Москва — Ніцца                                    |
| 21/22 «Влтава»                                    | Москва — Прага                                    |
| 23/24                                             | Москва — Париж                                    |
| 25/26 «Свислочь»                                  | Москва — Мінськ                                   |
| 27/28 «Буг»                                       | Москва — Брест                                    |
| 29/30 «Янтарь»                                    | Москва — Калінінград                              |
| 31/32 «Чотири столиці»                            | Київ — Рига                                       |
| 49/50                                             | Санкт-Петербург — Брест                           |
| 51/52 «Зірка»                                     | Санкт-Петербург — Мінськ                          |
| 57/58                                             | Санкт-Петербург — Барановичі — Гродно             |
| 63/64                                             | Новосибірськ — Мінськ                             |
| 65/66                                             | Мурманськ — Мінськ                                |
| 67/68                                             | Саратов — Брест                                   |
| 77/78* «Німан»                                    | Москва — Гродно                                   |
| 85/86 «Білий лелека»                              | Київ — Мінськ                                     |
| 87/88                                             | Мінськ — Рига                                     |
| 93/94                                             | Одеса — Мінськ                                    |
| 95/96                                             | Москва — Брест                                    |
| 99/100                                            | Новоолексіївка*, Запоріжжя — Мінськ               |
| 101/102*                                          | Мінськ — Варна                                    |
| 103/104                                           | Новосибірськ — Брест                              |
| 131/132*                                          | Москва — Брест                                    |
| 133/134                                           | Архангельськ — Мінськ                             |
| 147/148                                           | Москва — Калінінград                              |
| 149/150*                                          | Мінеральні Води — Мінськ                          |
| 301/302*                                          | Адлер — Мінськ                                    |
| 317/318                                           | Караганда — Барановичі                            |
| 359/360                                           | Адлер — Калінінград                               |
| 371/372                                           | Могильов — Львів                                  |
| 389/390*                                          | Анапа — Мінськ                                    |
| 425/426*                                          | Челябінськ — Калінінград                          |
| 607/608                                           | Мінськ — Брест                                    |
| 611/612                                           | Вітебськ — Барановичі                             |
| 615/616                                           | Гомель — Мінськ                                   |
| 621/622                                           | Гомель — Мінськ                                   |
| 623/624                                           | Вітебськ — Гродно                                 |
| 625/626                                           | Мінськ — Вітебськ                                 |
| 627/628                                           | Мінськ — Гродно                                   |
| 629/630                                           | Мінськ — Гродно                                   |
| 631/632                                           | Гомель — Барановичі                               |
| 633/634                                           | Могильов — Гродно                                 |
| 639/640                                           | Калинковичі — Барановичі                          |
| 647 /648                                          | Гомель — Мінськ                                   |
| 649/650                                           | Могильов — Брест                                  |
| 651/652                                           | Мінськ — Брест                                    |
| 657/658                                           | Вітебськ — Брест                                  |
| 659/660                                           | Могильов — Мінськ                                 |
| 661/662                                           | Коммунари — Брест                                 |
| 663/664                                           | Мінськ — Брест                                    |
| 667/668                                           | Мінськ — Брест                                    |
| 669/670                                           | Гомель — Мінськ                                   |
| 675/676                                           | Гомель — Мінськ                                   |
| 693/694                                           | Мінськ — Полоцьк                                  |
| 701/702                                           | Мінськ — Брест                                    |
| 703/704                                           | Вітебськ — Мінськ                                 |
| 707/708                                           | Гомель — Мінськ                                   |
| 709/710                                           | Гомель — Мінськ                                   |
| 711/712                                           | Вітебськ — Мінськ                                 |
| 731/732                                           | Орша — Мінськ                                     |
| 733/734                                           | Орша — Мінськ                                     |
| 735/736                                           | Орша — Мінськ                                     |
| 737/738                                           | Орша — Мінськ                                     |
| 741/742                                           | Жлобин — Мінськ                                   |
| 743/744                                           | Бобруйськ — Мінськ                                |
| 745/746                                           | Бобруйськ — Мінськ                                |
| 751/752                                           | Мінськ — Барановичі                               |
| 753/754                                           | Мінськ — Барановичі                               |
| 755/756                                           | Мінськ — Барановичі                               |
| 757/758                                           | Мінськ — Барановичі                               |
| 771/772                                           | Мінськ — Молодечно                                |
| 773/774                                           | Мінськ — Молодечно                                |
| 801/802                                           | Мінськ — Вільнюс                                  |
| 803/804                                           | Мінськ — Вільнюс                                  |
| 805/806                                           | Мінськ — Вільнюс                                  |
| 807/808                                           | Мінськ — Вільнюс                                  |

Примітка:
- Актуальний розклад руху пасажирських потягів на сайті Білоруської залізниці[8].
- Зірочкою відмічені потяги сезонного призначення, наприклад, тільки в літній період.

## Рухомий склад

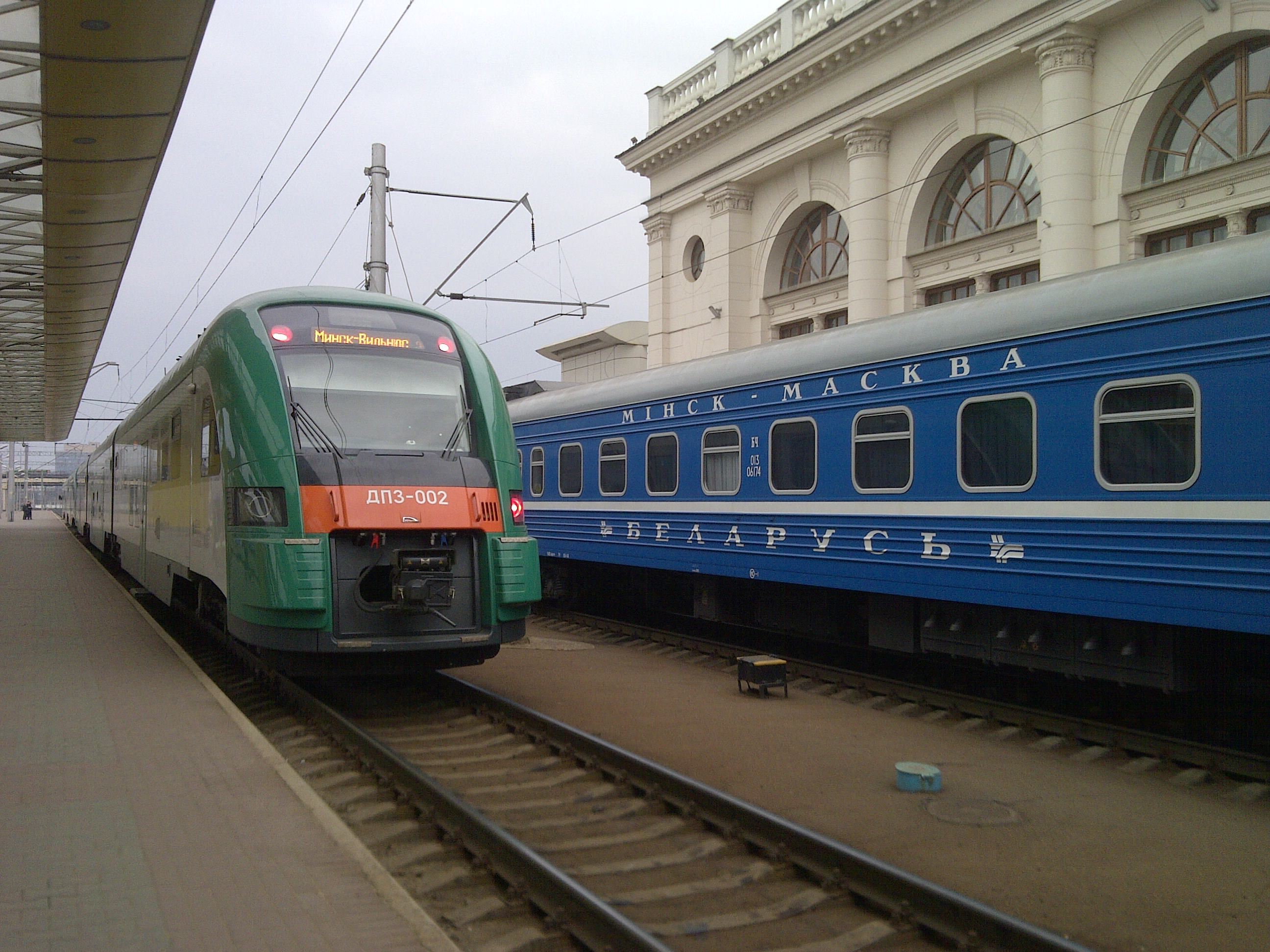
Фірмовий потяг «Білорусь»
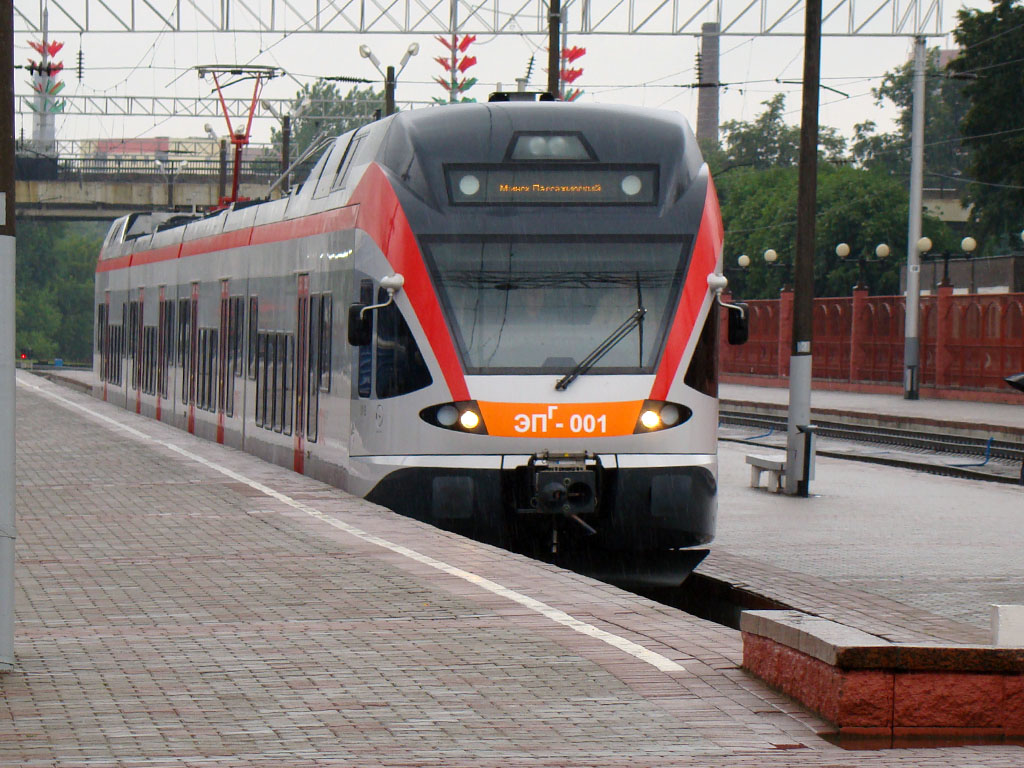
Потяг Stadler
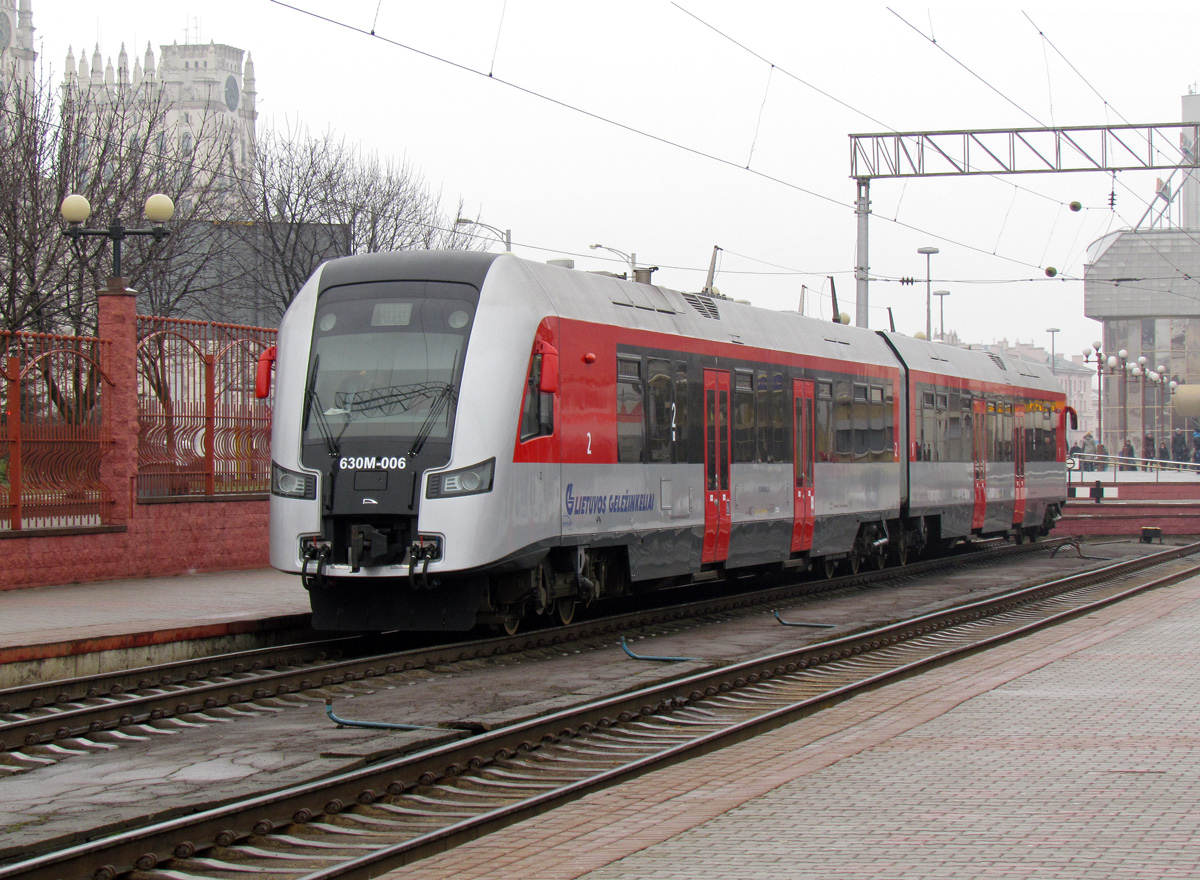
Рейковий автобус 630M-006
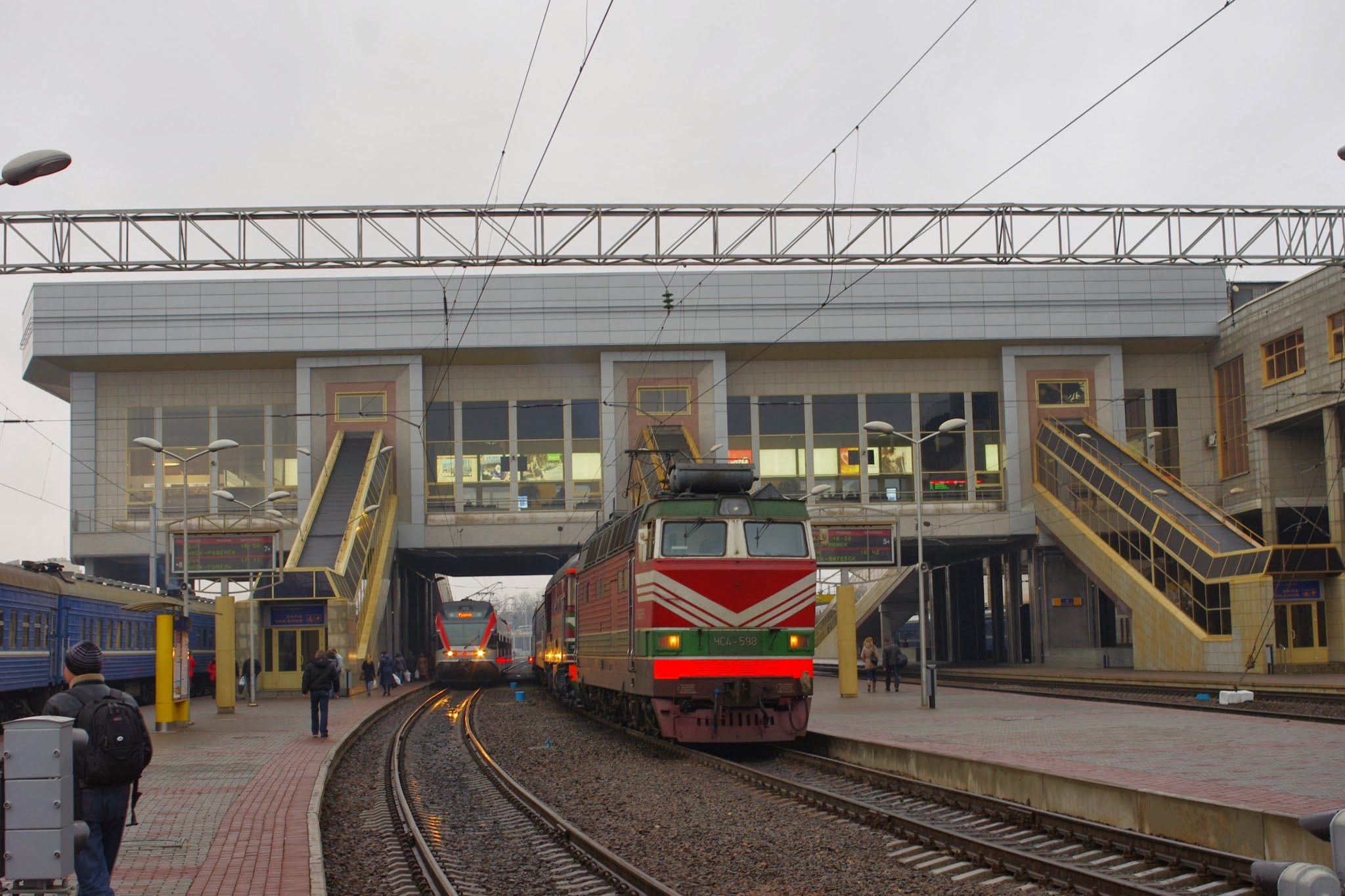
ЧС4-598

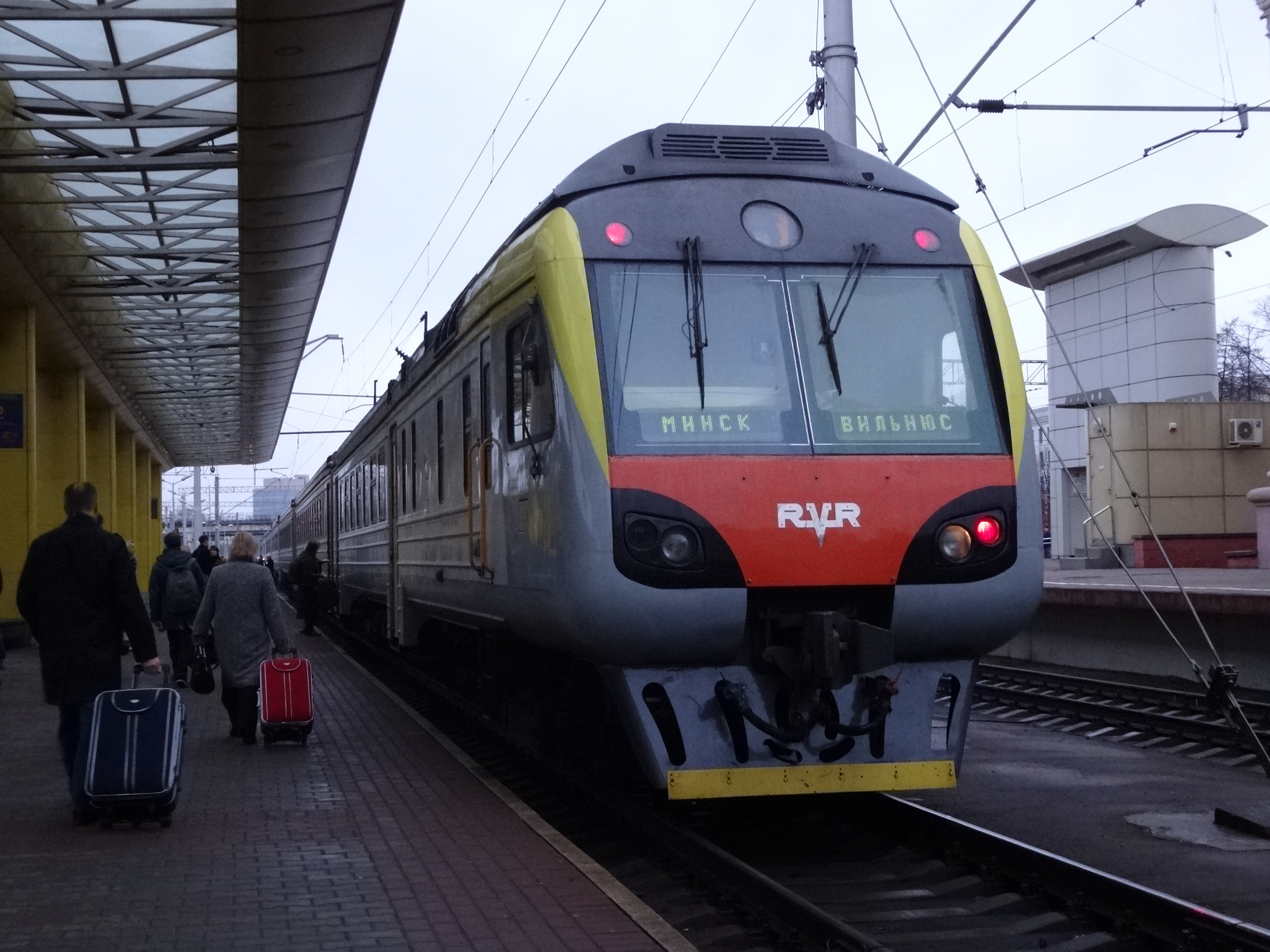
Потяг Мінськ — Вільнюс
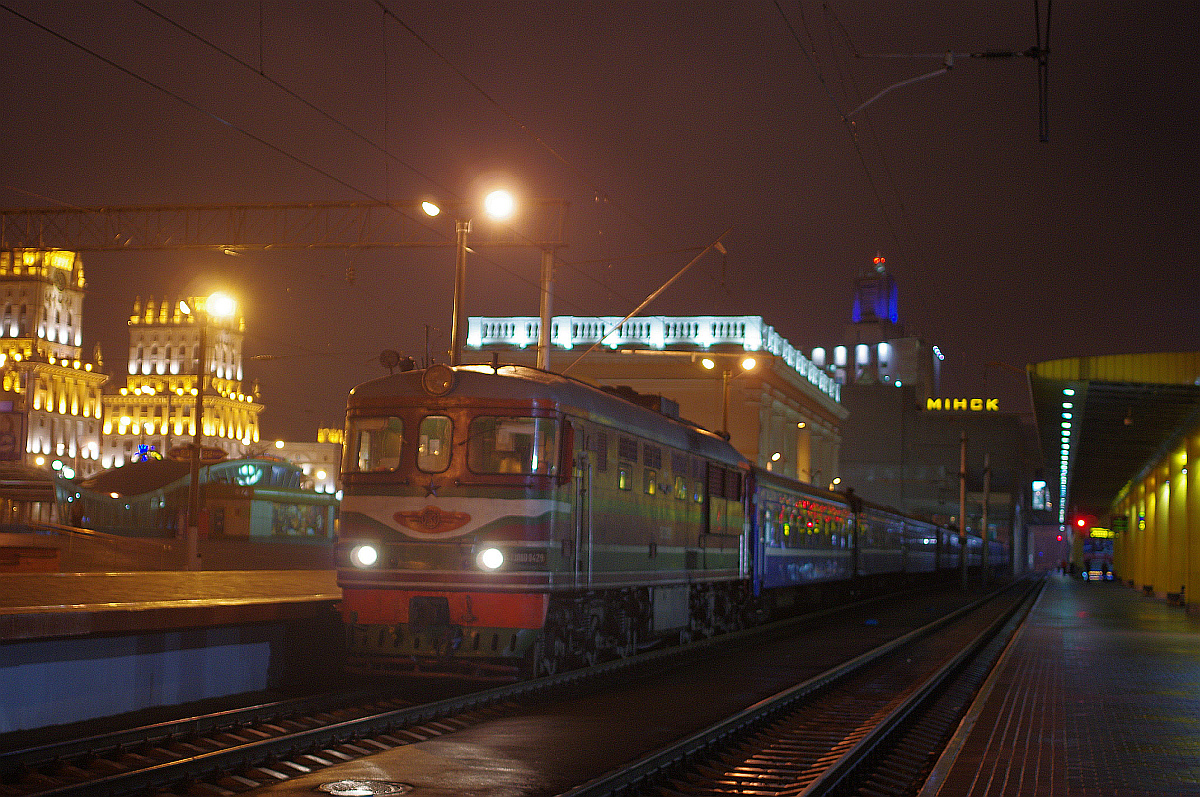
ТЕП60
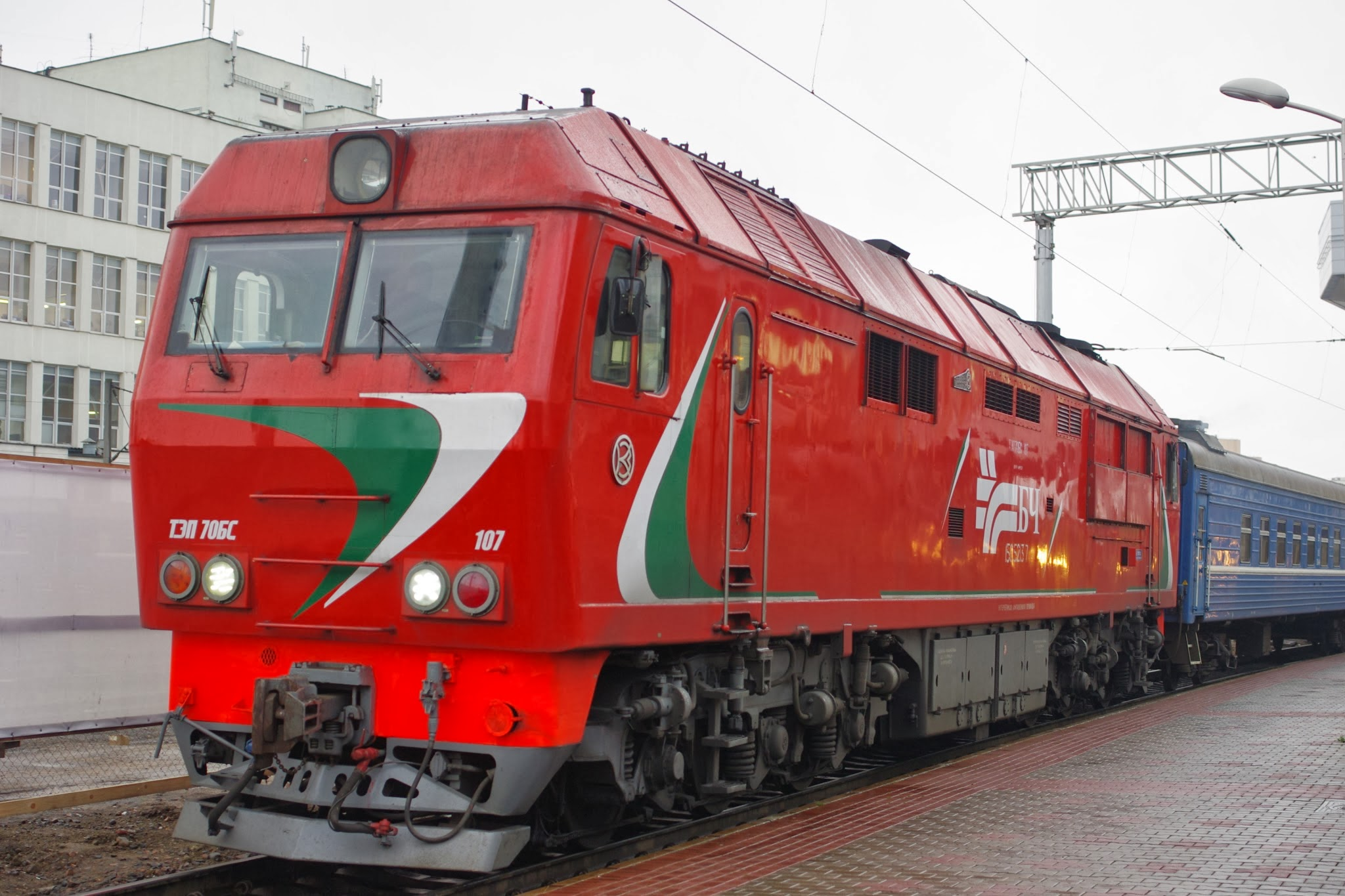
ТЕП70
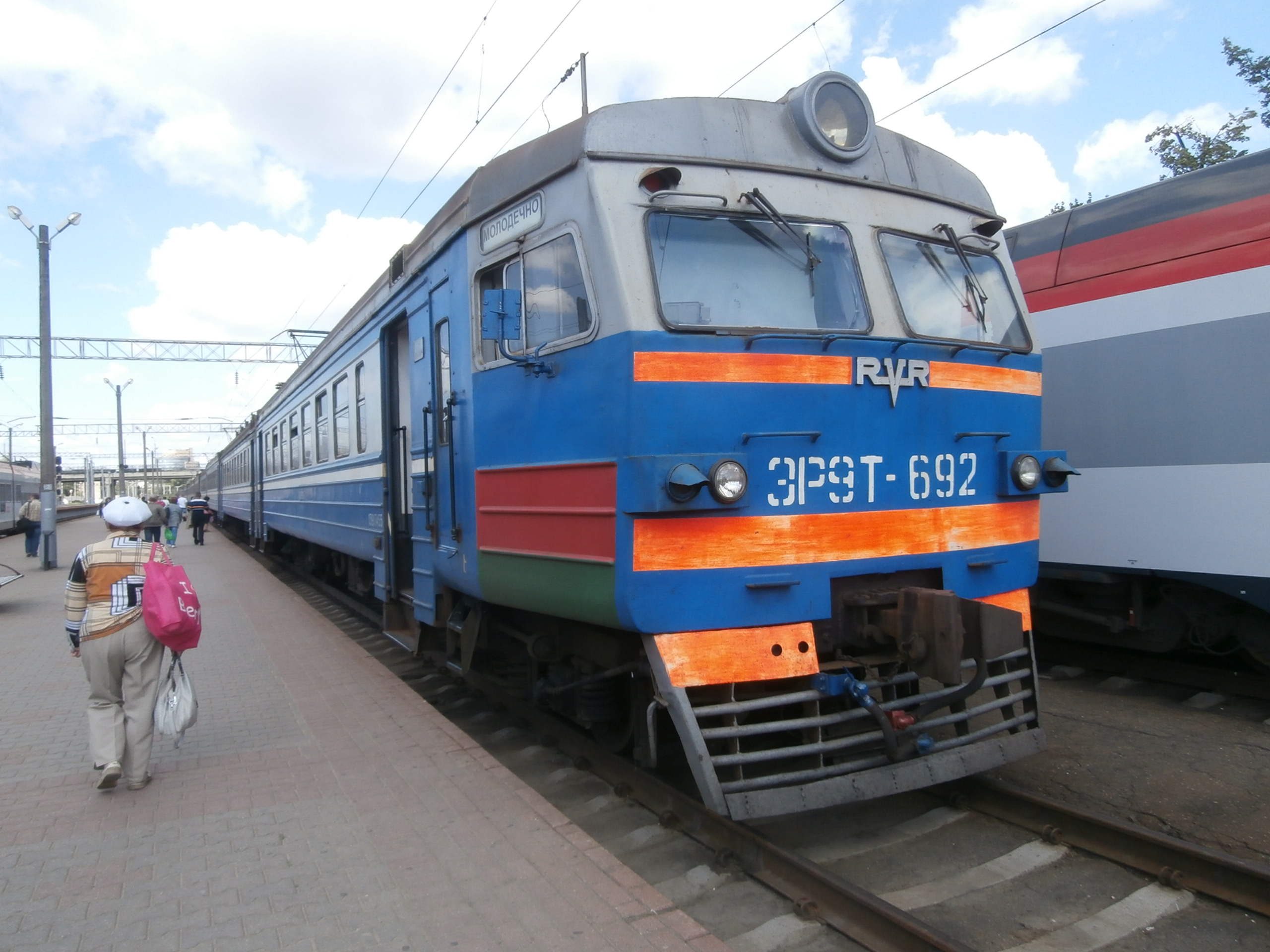
ЕР9T-692